# Nordic Regional Airlines

Ehemaliges Logo der Flybe Nordic

Nordic Regional Airlines (kurz Norra, Eigenschreibweise N°RRA) ist eine finnische Fluggesellschaft mit Sitz in Vantaa und Basis auf dem Flughafen Helsinki-Vantaa. Sie ist eine Tochtergesellschaft der Finnair.

## Geschichte

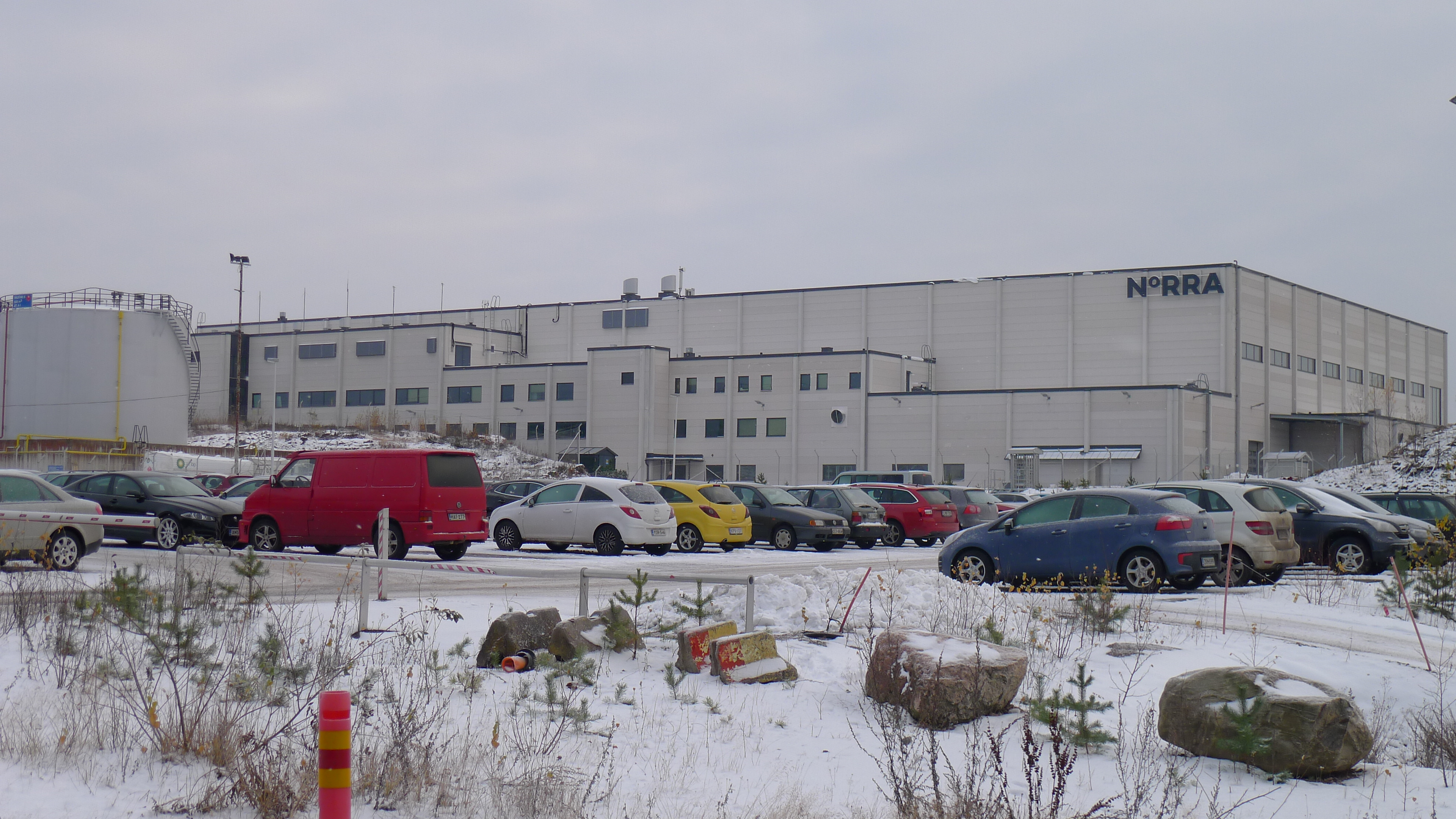
Sitz der Norra in Vantaa

Nordic Regional Airlines wurde am 1. Juli 2011 als Joint Venture von Finnair und Flybe auf Basis der Finncomm Airlines als Flybe Nordic gegründet. Der Kaufpreis von Finncomm Airlines betrug 25 Millionen Euro, davon bezahlte Flybe 12 Millionen Euro und Finnair 13 Millionen Euro. Flybe hielt an der Gesellschaft bis November 2014 60 % der Anteile, Finnair 40 %. Am 24. August 2011 hat Flybe Nordic die ersten 24 Ziele vorgestellt, unter ihnen befanden sich auch solche, die von der ehemaligen Finncomm Airlines angeflogen wurden, einige Routen wurden allerdings auch für Finnair geflogen. Flybe erwog, den Flugverkehr ab dem 1. August 2011 zu übernehmen und Finncomm Airlines aufzulösen. Dieser Termin hat sich allerdings auf den 30. Oktober 2011 verschoben, an dem Flybe Nordic den Betrieb der Finncomm Airlines schließlich übernahm.
Im Herbst 2012 übernahm Flybe Nordic die gesamte Embraer-190-Flotte der Finnair.
Im November 2014 verkaufte Flybe ihre unrentable Beteiligung an Flybe Nordic für einen symbolischen Preis von einem Euro an Finnair, die damit alleinige Besitzerin der Flybe Nordic wurde und die Gesellschaft im Juni 2015 in Nordic Regional Airlines umbenannte. Finnair verkaufte wiederum im November 2015 60 % ihrer Anteile an das Familienunternehmen Staffpoint (45 %) und die Investmentfirma Kilco (15 %).

## Flugziele
Nordic Regional Airlines führt von Helsinki-Vantaa Flüge zu Zielen in Nord- und Mitteleuropa durch.

## Flotte
Mit Stand April 2025 besteht die Flotte der Nordic Regional Airlines aus 24 Flugzeugen mit einem Durchschnittsalter von 16,4 Jahren:
| Flugzeugtyp     | Anzahl | bestellt | Anmerkungen                         | Sitzplätze (Business/Economy) | Durchschnittsalter |
| --------------- | ------ | -------- | ----------------------------------- | ----------------------------- | ------------------ |
| ATR 72-500      | 12     |          | zwei inaktiv; betrieben für Finnair | 68 (-/68) 72 (-/72)           | 16,0 Jahre         |
| Embraer ERJ-190 | 12     |          | eine inaktiv; betrieben für Finnair | 100 (-/100)                   | 16,9 Jahre         |
| Gesamt          | 24     | -        |                                     |                               | 16,4 Jahre         |